# Johannes Hahn
Johannes Hahn (n. 2 decembrie 1957, Viena, Austria) este un om politic austriac care ocupă funcția de Comisar European pentru Buget și Resurse Umane din decembrie 2019. Anterior a fost Comisar European pentru Politica Europeană de Vecinătate și Negocieri de Extindere (2014-2019) respectiv Comisar European pentru Politică Regională⁠(d) (2010-2014) și ministru al științei și cercetării⁠(d) în guvernul Austriei (2007-2010).
Este membru al Partidului Popular Austriac, parte a Partidului Popular European.